# Gas amb efecte d'hivernacle

Diagrama senzill de l'efecte d'hivernacle

Un gas amb efecte d'hivernacle o gas hivernacle és un component gasós de l'atmosfera que permet que la radiació solar penetri cap a la superfície de la Terra i que absorbeixi la radiació infraroja que n'emana, i que contribueixi d'aquesta manera a l'efecte d'hivernacle. a la Terra, i són produïts tant per processos naturals com d'origen antropogènic. Els gasos amb efecte d'hivernacle regulats en el protocol de Kyoto són set: diòxid de carboni (CO₂), metà (CH₄), òxid de dinitrogen (N₂O), hidrofluorocarburs (HFC), perfluorocarburs (PFC), hexafluorur de sofre (SF₆) i trifluorur de nitrogen (NF₃).
L'atmosfera conté diversos gasos (la majoria en quantitats molt petites) que retenen l'escalfor que reflecteix la Terra. El diòxid de carboni (CO₂), el metà, l'òxid de dinitrogen, el vapor d'aigua i l'ozó són presents de manera natural en l'atmosfera. Tots són gasos d'hivernacle. En l'atmosfera, també podem trobar algunes substàncies produïdes per l'activitat humana que augmenten l'efecte d'hivernacle, com els gasos CFC, els principals responsables del deteriorament de la capa d'ozó, que protegeix la vida a la Terra de les radiacions perjudicials del Sol.
Sense la presència de dos dels gasos d'hivernacle naturals, el CO₂ i el vapor d'aigua, la temperatura de la Terra estaria a 30 °C per sota de l'actual.
Però la contaminació atmosfèrica fa que augmenti la quantitat de gasos amb efecte d'hivernacle en l'atmosfera; així, des del començament de la revolució industrial, la crema de combustibles fòssils ha augmentat els nivells de diòxid de carboni en l'atmosfera de 280 ppm a 390 ppm.

## Procedència
Tot i que hi ha altres gasos que provoquen l'efecte d'hivernacle, els principals són:
- El diòxid de carboni (CO₂) és el principal responsable de l'efecte d'hivernacle. Prové de la combustió dels combustibles fòssils; és a dir, carbó, petroli i gas natural; a casa, a les fàbriques, als vehicles i a les centrals tèrmiques per a obtenir calor i energia. Quan es cremen els boscos i les selves per convertir els terrenys en conreus també s'alliberen grans quantitats de CO₂ a l'atmosfera i, a més, es destrueixen molts arbres que absorbeixen el CO₂. Per tant, es tracta d'una contribució doble a l'efecte d'hivernacle.

- El metà (CH₄) és un gas que desprenen les zones pantanoses, els arrossars, els abocadors de residus, les mines de carbó, els conductes de gas natural i els excrements i pets del bestiar i humans.

- L'òxid de dinitrogen (N₂O) és present de manera natural en l'atmosfera, ja que apareix per l'acció dels bacteris del sòl. Però s'ha incrementat a conseqüència de l'ús de fertilitzants químics i de la combustió de carburants. La quantitat d'òxid de nitrogen en l'atmosfera ha augmentat en un 80% des del segle passat.

- L'ozó (O₃) que es troba a gran alçada en l'atmosfera forma la capa d'ozó que protegeix la Terra de les radiacions ultraviolades solars. En canvi, l'ozó de superfície és un element molt contaminant que apareix quan la llum del Sol reacciona amb la contaminació de les indústries i els vehicles. Contribueix a formar la boira fotoquímica i potencia l'efecte d'hivernacle. A més a més, l'ozó de superfície no s'enlaira fins a les parts altes de l'atmosfera per reforçar la capa d'ozó.

- Els gasos CFC s'havien usat com a refrigerant en els sistemes d'aire condicionat, frigorífics i congeladors, tot i que ara estan prohibits. Els aerosols antics també l'usaven com a propel·lent. Tanmateix, encara s'usen en els materials d'envasament alimentari de plàstic i en determinats tipus de suro sintètic. Aquests gasos arriben a l'atmosfera per vies diferents i destrueixen la capa d'ozó. Són gasos d'hivernacle molt potents. Per desgràcia, els elements químics anomenats hidrocarburs, que últimament substitueixen els CFC en els aerosols, no perjudiquen la capa d'ozó, però són gasos d'hivernacle.

## Paper del vapor d'aigua
El vapor d'aigua representa el major percentatge de l'efecte d'hivernacle, entre 36% i 66% per a condicions de cel clar, i entre 66% i 85% si s'hi inclouen els núvols.

### Atribució de les emissions regionals i nacionals

Responsabilitat per capita de la producció de CO₂ atmosfèrica antropogènica

## Emissions de gasos d'efecte d'hivernacle

### Valors a l'estat espanyol
Valors absoluts (Gg CO₂ equivalent):
| GAS   | 1990       | 2008       |
| ----- | ---------- | ---------- |
| CO₂   | 228.228,16 | 337.516,18 |
| CH₄   | 26.291,29  | 36.042,79  |
| N₂O   | 27.250,82  | 25.316,20  |
| HFC   | 2.403,18   | 6.255,00   |
| PFC   | 882,92     | 256,05     |
| SF₆   | 66,92      | 354,07     |
| Total | 285.123,29 | 405.740,29 |

Ràtios d'emissió per població (xifres en kg/habitant):
| GAS   | 1990    | 2008    |
| ----- | ------- | ------- |
| CO₂   | 7.338,8 | 8.790,3 |
| SOX   | 56,0    | 11,5    |
| NOX   | 34,5    | 26,80   |
| COVNM | 26,7    | 17,7    |
| CO    | 94,1    | 43,2    |
| NH₃   | 8,2     | 7,8     |

COVNM= compostos orgànics volàtils no metànics.

## Eliminació de l'atmosfera i potencial d'escalfament global

### Processos naturals
Els gasos d'hivernacle poden ser eliminats de l'atmosfera per diferents processos, a conseqüència de:
- Canvi físic (la condensació i la precipitació eliminen el vapor d'aigua de l'atmosfera).
- Reaccions químiques en l'atmosfera. Per exemple, el metà s'oxida per la reacció natural amb el radical hidroxil OH· i és degradat a CO₂ i vapor d'aigua (el CO₂ procedent de l'oxidació del metà no s'inclou en el potencial d'escalfament global). Altres reaccions químiques en dilució i en fase sòlida que es produeixen en els aerosols atmosfèrics.
- Intercanvi físic entre l'atmosfera i els altres compartiments del planeta. N'és un exemple la barreja de gasos de l'atmosfera en els oceans.
- Canvi químic en la interfase entre l'atmosfera i els altres compartiments del planeta. Aquest és el cas del CO₂, que es redueix amb la fotosíntesi de les plantes, i que, després de la dissolució en els oceans, reacciona per formar àcid carbònic i anions de hidrogencarbonat i carbonat (vegeu acidificació de l'oceà).
- Canvi fotoquímic. Els fluorocarbonis són dissociats per la llum ultraviolada i l'alliberament de Cl· i F· com a radicals lliures en l'estratosfera, amb efectes nocius per a la capa d'ozó (els fluorocarbonis són, generalment, molt estables a desaparèixer per la reacció química a l'atmosfera).

### Vida mitjana en l'atmosfera
A banda del vapor d'aigua, que resta en l'atmosfera uns nou dies, els principals gasos d'efecte d'hivernacle poden tardar molts anys a ser netejats de l'atmosfera.
Encara que no és fàcil saber amb precisió quant de temps resten els gasos d'efecte d'hivernacle a sortir de l'atmosfera, hi ha estimacions dels principals gasos d'efecte d'hivernacle.
Jacob (1999) defineix el temps de vida {\displaystyle \tau } d'una molècula química X en l'atmosfera amb un model d'una caixa com el temps mitjà que una molècula X roman en la caixa. Matemàticament, {\displaystyle \tau } pot ser definit com el quocient de la massa {\displaystyle m} (en kg) de X en la caixa per la seva velocitat d'eliminació, que és la suma del flux de sortida X de la caixa ({\displaystyle F_{sortida}}),
pèrdua química de X
({\displaystyle L}),
i la deposició de X
({\displaystyle D})
(tots en kg/s):
{\displaystyle \tau ={\frac {m}{F_{sortida}+L+D}}}

### Potencial d'escalfament global
El potencial d'escalfament global (PEG) depèn tant de l'eficàcia de la molècula com a gas d'efecte d'hivernacle i la seva permanència en l'atmosfera. El potencial d'escalfament global és una mesura en relació amb una massa igual a la del CO₂ i avaluat per un període específic. Així, si un gas té un forçament radiatiu alt però té una vida mitjana curta, llavors tindrà un gran potencial d'escalfament global en una escala de 20 anys, però petit en una escala de 100 anys. En canvi, si una molècula té una vida útil més llarga que el CO2, llavors el seu potencial d'escalfament global augmenta amb l'escala de temps considerat.
El diòxid de carboni té una vida atmosfèrica variable, i no es pot especificar amb precisió. Treballs recents indiquen que la recuperació de la gran aportació de l'atmosfera de CO₂ per la crema de combustibles fòssils donarà lloc a una vida útil de desenes de milers d'anys.
Exemples de la vida en l'atmosfera i el PEG en relació amb el CO₂ per als gasos d'efecte d'hivernacle es mostra en la sèrie de la taula següent:
| Nom del gas           | Fórmula química | Vida mitjana (anys) | PEG per a un temps donat | PEG per a un temps donat | PEG per a un temps donat |
| Nom del gas           | Fórmula química | Vida mitjana (anys) | 20-anys                  | 100-anys                 | 500-anys                 |
| --------------------- | --------------- | ------------------- | ------------------------ | ------------------------ | ------------------------ |
| Diòxid de carboni     | CO₂             | Mireu més amunt     | 1                        | 1                        | 1                        |
| Metà                  | CH₄             | 12                  | 72                       | 25                       | 7,6                      |
| Òxid de dinitrogen    | N₂O             | 114                 | 289                      | 298                      | 153                      |
| CFC-12                | CCl₂F₂          | 100                 | 11 000                   | 10 900                   | 5 200                    |
| HCFC-22               | CHClF₂          | 12                  | 5 160                    | 1 810                    | 549                      |
| Tetrafluorometà       | CF₄             | 50 000              | 5 210                    | 7 390                    | 11 200                   |
| Hexafluoroetà         | C₂F₆            | 10 000              | 8 630                    | 12 200                   | 18 200                   |
| Hexafluorur de sofre  | SF₆             | 3 200               | 16 300                   | 22 800                   | 32 600                   |
| Trifuorur de nitrogen | NF₃             | 740                 | 12 300                   | 17 200                   | 20 700                   |